# 尼德 (印第安納州)
尼德（英語：Nead）是位於美國印地安納州邁阿密縣的一個非建制地區。該地的面積和人口皆未知。

## 地理
尼德位於41°16′44″N 85°47′24″W / 41.27889°N 85.79000°W。